# Szergej Pacaj
Szergej Nyikolajevics Pacaj (kazakul: Сергей Николаевич Пацай; 1967. december 14. –) kazah válogatott labdarúgó, edző.

## Pályafutása

### Játékosként

#### Klubcsapatokban
Pacaj játékos-pályafutását szülővárosának csapatában, az akkor szovjet harmadosztályú SKIF Alma-Ata csapatában kezdte. Később megfordult még a kazah Taraz, a kirgiz Alga Bishkek, az üzbég Neftchi Fergana, a kazah Sahtyor Karagandi, valamint az ukrán Zorja Luhanszk csapatában, mielőtt 1992-ben a magyar élvonalbeli Nyíregyháza Spartacus csapatához szerződött; a magyar élvonalban négy mérkőzésen lépett pályára, egy gólt szerzett. Magyarországon megfordult még a Hajdúnánás és a Kazincbarcika csapataiban, majd Kazahsztánba igazolt, ahol 1996-ban kazah kupagyőztes lett a Kajrat Almati csapatával. 1999-ben visszatért Magyarországra, ahol a megyei bajnokságban szerepelt Záhony labdarúgója lett, ebből a csapatból vonult vissza.

#### Válogatott
1996-ban kétszer lépett pályára a kazak labdarúgó-válogatottban.

#### Mérkőzései a kazah válogatottban
| #  | Dátum            | Ellenfél | Eredmény | Kiírás               | Esemény |
| -- | ---------------- | -------- | -------- | -------------------- | ------- |
| 1. | 1996. július 5.  | Katar    | 0 – 3    | Ázsia-kupa selejtező | 60'     |
| 2. | 1996. július 12. | Szíria   | 0 – 1    | Ázsia-kupa selejtező | 56'     |

### Edzőként
Pacaj 2015 és 2020 között másodedzőként dolgozott a Balmazújváros, az MTK és az osztrák SV Horn csapatainál. 2021 május és október között egykori csapatának, a magyar másodosztályú Nyíregyháza Spartacusnak a vezetőedzője volt.

## Sikerei, díjai
Kajrat Almati :
- Kazak kupa győztes: 1996